# 舒鸿贻
舒鸿贻（1867年—1947年），其名一作鸿儀，字冰茹，一字彬儒。祖籍安徽怀宁，生于安徽安庆。清朝及中华民国政治人物。

## 生平
舒鸿贻生于一个贫寒家庭，父亲是位塾师，舒鸿贻在兄弟三人中为长兄。光绪二十一年（1895年），舒鸿贻中乙未科进士。后任兵部武選司主事。光绪二十六年（1900年）八国联军攻占北京，舒鸿贻赴西安光绪帝、慈禧太后之行在求官。光绪二十八年（1902年）以军机章京记名引见。不久改任刑部郎中。
后来，舒鸿贻历任清朝巡警部员外郎、民政部郎中、东三省银元总局总办。光绪三十二年四月（1906年）间，巡警部员外郎舒鸿仪、巡警部委员章兰荪到日本考察警政，在东京员警学校考察期间，将课堂笔记积累成为《东瀛员警笔记》。自日本归国后，光绪三十三年十月（1907年）记名以御史用。光绪三十四年（1908年），东三省银元总局总办舒鸿贻奉东三省总督徐世昌之命创办奉天电灯厂。
宣统二年四月（1910年），舒鸿贻被任命为首任直隶巡警道。宣统三年二月（1911年），直隶巡警道舒鸿贻因受到顺直谘议局弹劾而离任，由田文烈署任直隶巡警道。不久转任直隶通永道。
中华民国成立后，舒鸿贻曾任奉天都督府秘书长、北京政府内务部民治司司长、奉天道道尹。
民国四年（1915年），舒鸿贻回到安庆。民国7年至9年（1918年至1920年），舒鸿贻任安徽省烟酒印花税局局长。民国九年（1920年）9月，舒鸿贻倡办安庆电灯厂。民国十三年（1924年），舒鸿贻集资新建安庆电灯厂厂房，并个人投资创建农工银行、宜园等。舒鸿贻还在宜园的西北面建了一座楼房，以创办菱湖小学，并在该小学内建义丰织布厂、庭园（供种花种菜用）。农工银行、义丰织布厂倒闭之后，舒鸿贻将宜园交给女婿胡子穆接管。民国十四年（1925年）3月至10月，任安庆道道尹。民国二十六年（1937年）初，任安徽省禁烟督办，任职数个月后便去职。
抗日战争开始后，舒鸿贻携家赴四川。当时许世英在重庆任行政院赈济委员会委员长，乃任命舒鸿贻为赈济委员会委员。舒鸿贻的老朋友王揖唐任华北政务委员会委员长，邀请舒鸿贻任职，遭舒鸿贻拒绝。抗日战争结束后，舒鸿贻回到安庆蓬莱街的旧居继续居住。
民國三十六年（1947年），舒鸿贻逝世。

## 著作
- 《宜园诗集》[2]
- 《东瀛员警笔记》